# Marcilly-sur-Maulne
Marcilly-sur-Maulne – miejscowość i gmina we Francji, w Regionie Centralnym, w departamencie Indre i Loara.
Według danych na rok 1990 gminę zamieszkiwało 241 osób, a gęstość zaludnienia wynosiła 17 osób/km² (wśród 1842 gmin Regionu Centralnego Marcilly-sur-Maulne plasuje się na 899. miejscu pod względem liczby ludności, natomiast pod względem powierzchni na miejscu 925.).